# Una cavalla tutta nuda
Pour plus de détails, voir Fiche technique et Distribution.
Una cavalla tutta nuda est une comédie érotique italienne réalisée par Franco Rossetti et sortie en 1972.
Le film est librement inspiré du Décaméron, un recueil de cent nouvelles écrites par le Florentin Boccace entre 1349 et 1353. Comme dans le recueil, les aventures érotiques du film se déroulent au Moyen Âge.

## Synopsis
Les deux amis Folcacchio et Gulfardo sont en route pour porter un message à l'évêque de Volterra. Au cours de leur voyage, ils rencontrent une jeune paysanne, la blonde Gemmata. Folcacchio couche avec elle et en tombe amoureux. Pour avoir le droit d'avoir encore une fois des rapports intimes avec elle, les amis inventent une histoire au mari de Gemmata : Dans l'écurie, une jument se transformerait en sa femme. Lorsque Folcacchio a des rapports intimes avec Gemmata, son mari pense que le jeune homme ne fait l'amour qu'avec un cheval. Cette histoire se répand comme une traînée de poudre. Torello, surnommé « l'étalon » en raison de son énorme pénis, couche également avec Gemmata. Folcacchio n'est pas jaloux.
Pendant que Torello s'amuse, Folcacchio et Gulfardo continuent leur chemin et rencontrent l'Espagnol Matias. Il leur montre que des pièces d'or sont cachées dans un monastère. Alors que les amis veulent construire un canal d'irrigation avec l'argent, Matias veut le récupérer seul. Après l'avoir piégé, ils retournent à la ferme de Gemmata, où Folacchio s'amuse à nouveau avec la « jument nue ».

## Fiche technique
- Titre original italien : Una cavalla tutta nuda[1]
- Réalisation : Franco Rossetti
- Scenario : Franco Rossetti, Francesco Milizia (it), Nelda Minucci
- Photographie :	Roberto Girometti
- Montage : Mario Morra
- Musique : Don Backy (sous son vrai nom « Aldo Capponi ») et Detto Mariano
- Décors : Gaia Romanini (it)
- Costumes : Wanda Pruni
- Maquillage : Ada Morandi
- Société de production : Hubris Films
- Pays de production :  Italie
- Langue originale : Italien
- Format : Couleurs par Eastmancolor
- Durée : 100 minutes
- Genre : Comédie érotique italienne, decamerotico
- Dates de sortie :
  - Italie : 3 février 1972

## Distribution
- Don Backy : Folcacchio de Folcacchieri
- Barbara Bouchet : Gemmata
- Renzo Montagnani : Gulfardo de Bardi
- Vittorio Congia Matias
- Pietro Torrisi : Torello, dit « l'étalon »
- Leopoldo Trieste : Niccolò, le mari de Gemmata
- Edda Ferronao : la femme de l'aubergiste
- Carla Romanelli : Pampinea